# Marcus Meibom
Pour les articles homonymes, voir Meibom.
Marcus Meibom (vers 1630 - 1710/1711) est un érudit danois, connu pour ses travaux de philologie, de mathématiques et surtout pour sa contribution à l'histoire de la musique.
On lui doit le livre Sept auteurs de la musique de l'Antiquité (Antiquæ musicæ auctores septem), publié en 1652. Meibom a établi le texte grec de sept théoriciens grecs antiques de la musique, l'a annoté et en a donné une traduction latine juxtalinéaire. Le livre comporte une dédicace à Christine de Suède, qui invita Meibom à sa cour.
Il a également fait paraître des éditions de textes bibliques et de Diogène Laërce (1698) et un livre sur les trirèmes classiques.
John Wallis attaqua son traité de mathématiques De proportionibus (1655) dans Adversus Marsi Meibomii: De Proportionibus Dialogum Tractatus Elencticus (1657),.
Marcus Meibom était un érudit original et curieux, qui a souvent suscité la raillerie et la controverse. Ses opinions sur la Bible n'ont pas été retenues ; quant aux trirèmes, un grand voile d'obscurité a persisté à leur sujet jusque longtemps après sa mort.

## Œuvres
- (la + grc) Marcus Meibom (éditeur, commentateur et traducteur), Aristoxène, Cléonide, Gaudence, Nicomaque, Alypios, Bacchios et Aristide Quintilien, Antiquæ musicæ auctores septem : græce et latine, Amsterdam, Louis Elzevier, 1652 (lire en ligne)
- (la) De proportionibus (1655)
- (la) Liber de fabrica triremium (1671)
- (la) Davidis psalmi X (1690)
- (la) Davidis Psalmi duodecim, & totidem sacræ scripturæ veteris testamenti integra capita (1698)
- (la) Diogenes Laertius (1698)

Dans une lettre à Leibniz, on trouve une allusion à un manuscrit de Meibom intitulé Ars Hebræorum veterum metrica restituta, sur la métrique hébraïque. Charles Hutton y fait également allusion ; selon Meibom, le texte hébreu de la Bible était plein d'erreurs, et il entendait les corriger grâce à sa découverte d'un mètre dans les textes anciens.